# Прапор Йорданії
Прапор Йорданії — один з офіційних символів Йорданії. Затверджений 16 квітня 1928 року. Прапор символізує арабський спротив проти Османської імперії під час Першої світової війни.
Прапор складається з трьох стрічок одного розміру: чорна зверху, посередині біла, знизу зелена. Зліва на прапорі розташований червоний трикутник, у якому розміщена біла семипроменева зірка. Горизонтальні стрічки на прапорі символізують три халіфати: Аббасидів, Омеядів та Фатімідів. Червоний трикутник символізує правлячу династію Хашимітів та арабський спротив проти загарбників. У семипроменевої зірки подвійне значення: вона символізує суру Корану, а також єднання арабських кланів.